# Sauber C30
La Sauber C30 è una vettura di Formula 1 con la quale la scuderia elvetica affronta il Campionato mondiale di Formula 1 2011. In questa stagione la scuderia riassume la definizione di Sauber, senza l'appellativo BMW.
La vettura è stata presentata il 31 gennaio 2011 presso il Circuito Ricardo Tormo di Valencia, in Spagna. I piloti sono il confermato Kamui Kobayashi e l'esordiente Sergio Pérez. Anche in questa stagione la Sauber utilizza un motore fornito dalla Ferrari.

## Livrea
La scuderia ha acquisito diversi sponsor rispetto alla stagione 2010, anche se la livrea è rimasta principalmente bianca con una banda scura. Gli sponsor sono Jose Cuervo, Mad Croc Energy, Claro, Disensa, Interproteccion e la Telmex.

## Piloti
- Kamui Kobayashi -  - n. 16
- Sergio Pérez -  - n. 17 (gare 1-6, 8-19)
- Pedro de la Rosa- - n.17 (gara 7)
- Esteban Gutiérrez -  - collaudatore

Al termine della prima sessione di prove libere del Gran Premio del Canada Sergio Pérez accusa un malessere e viene così sostituito da Pedro de la Rosa, tester della McLaren, che nel 2010 ha corso quale titolare i primi gran premi della stagione proprio col team svizzero. Dalla gara seguente il messicano torna a svolgere la funzione di pilota titolare.

## Stagione 2011

### Test
La monoposto fa il suo esordio, il 1º febbraio, sul Circuito Ricardo Tormo di Valencia con Kamui Kobayashi al volante, che ottiene il sesto tempo di giornata. Il giorno successivo la vettura è stata testata da Sergio Pérez.
Nei test di Jerez, il primo giorno, Perez ha fatto segnare il secondo tempo, dietro alla Ferrari di Felipe Massa. Buon quinto tempo, invece, per Kobayashi nel terzo giorno, e nuovamente il secondo tempo per il nipponico il quarto e ultimo giorno dei test.
Nel primo giorno dei test di febbraio a Barcellona il giapponese ha chiuso quarto, ma la vettura ha subito dei problemi alla trasmissione. Nei giorni seguenti la monoposto si è dimostrata più affidabile, e con tempi da metà schieramento.
Nell'ultima sessione di test, svolti a marzo sempre in Catalogna, la vettura si è dimostrata ancora più competitiva con Perez che ha fatto segnare il quarto miglior tempo il primo giorno, e addirittura il tempo migliore il terzo giorno. Il giorno seguente Kobayashi, pur chiudendo sesto, ha sofferto delle noie alla trasmissione.

### Campionato
All'esordio, in Melbourne, le due Sauber di Pérez e Kobayashi, giungono rispettivamente settima e ottava, ma successivamente la FIA squalifica le due autovetture a causa di un'irregolarità all'ala posteriore . Nelle prove del Gran Premio di Monaco Pérez è vittima di un brutto incidente all'uscita del Tunnel, le conseguenze del quale non gli permettono di partecipare alla gara. Nel gran premio Kobayashi ottiene il quinto posto.
Nella seconda parte della stagione gli arrivi a punti sono molto più rari. A Suzuka Pérez sfiora la conquista del giro più veloce, venendo battuto solo all'ultimo giro e per un millesimo dal vincitore Jenson Button. La casa chiude la classifica costruttori al settimo posto.

## Risultati F1
| Anno | Team   | Motore             | Gomme | Piloti     |    |     |    |    |    |    |    |    |     |    |    |     |     |    |    |    |     |    |    | Punti | Pos. |
| ---- | ------ | ------------------ | ----- | ---------- | -- | --- | -- | -- | -- | -- | -- | -- | --- | -- | -- | --- | --- | -- | -- | -- | --- | -- | -- | ----- | ---- |
| 2011 | Sauber | Ferrari 056 2.4 V8 | P     | Kobayashi  | SQ | 7   | 10 | 10 | 10 | 5  | 7  | 16 | Rit | 9  | 11 | 12  | Rit | 14 | 13 | 15 | Rit | 10 | 9  | 44    | 7º   |
| 2011 | Sauber | Ferrari 056 2.4 V8 | P     | Pérez      | SQ | Rit | 17 | 14 | 9  | NP | SP | 11 | 7   | 11 | 15 | Rit | Rit | 10 | 8  | 16 | 10  | 11 | 13 | 44    | 7º   |
| 2011 | Sauber | Ferrari 056 2.4 V8 | P     | de la Rosa |    |     |    |    |    |    | 12 |    |     |    |    |     |     |    |    |    |     |    |    | 44    | 7º   |

| Legenda | 1º posto     | 2º posto | 3º posto    | A punti         | Senza punti/Non class.  | Grassetto – Pole position Corsivo – Giro più veloce |
| Legenda | Squalificato | Ritirato | Non partito | Non qualificato | Solo prove/Terzo pilota | Grassetto – Pole position Corsivo – Giro più veloce |